# Stójło
Stójło – wieś w Polsce położona w województwie lubelskim, w powiecie krasnostawskim, w gminie Siennica Różana.
W latach 1975–1998 miejscowość administracyjnie należała do województwa chełmskiego.
W tym miejscu jeszcze w drugiej połowie XIX wieku było pole, uroczysko zwane powszechnie jako Stójło. W to miejsce okoliczni rolnicy spędzali bydło i wypasali je w okolicznych lasach. Nazwa powstała z gwary od słowa zwrotu gwarowego kierowanego przeważnie do krów tu wypasanych : "stój ło  tu se paś "  Na początku XX wieku powstała osada po zlepieniu dwu gwarowych zwrotów stój  i ło, stąd nazwa Stójło. Następnie powstał folwark, który około 1919 roku rozparcelowano. Na rozparcelowanej ziemi folwarcznej powstała miejscowość Stójło, kolonia licząca w 1921 roku 8 domów i 39 mieszkańców.
Wieś stanowi sołectwo gminy Siennica Różana. Według Narodowego Spisu Powszechnego (III 2011 r.) wieś liczyła  mieszkańców.
Wierni Kościoła rzymskokatolickiego należą do parafii Wniebowzięcia Najświętszej Maryi Panny w Siennicy Różanej.